# Braathens-S.A.F.E.-Flug 253
Der Braathens-S.A.F.E.-Flug 253 (Flugnummer: BU253, Funkrufzeichen: BRAATHENS 253) war ein Inlandslinienflug der norwegischen Braathens S.A.F.E. von Trondheim nach Oslo. Am 7. November 1956 ereignete sich auf diesem Flug ein schwerer Flugunfall, bei dem die eingesetzte de Havilland DH-114 Heron 2B zerstört wurde und 2 von 12 Insassen an Bord ums Leben kamen. In Norwegen ist der Zwischenfall auch als Hummelfjell-Unglück (norwegisch: Hummelfjell-ulykken) bekannt.

## Maschine
Bei der betroffenen Maschine handelte es sich um eine 1956 gebaute und neu an die Braathens S.A.F.E. ausgelieferte de Havilland DH-114 Heron 2B mit der Werknummer 14093, die das Luftfahrzeugkennzeichen LN-SUR und den Taufnamen Lars trug. Der Flugzeugtyp war 1952 bei der Braathens S.A.F.E. eingeführt worden und wurde bei dieser Fluggesellschaft bis 1960 betrieben. Die Erstzulassung der betroffenen Maschine war am 8. Februar 1956 erfolgt. Das viermotorige Zubringerflugzeug war mit vier 6-Zylinder-Reihenmotoren de Havilland Gipsy Queen ausgerüstet und bei der Lloyd’s of London versichert.

## Passagiere und Besatzung
Den Flug von Trondheim nach Oslo hatten zehn Passagiere angetreten. Es befand sich zudem eine zweiköpfige Besatzung an Bord, bestehend aus einem Flugkapitän und einem Ersten Offizier. Auf dem Regionalflug waren keine Flugbegleiter vorgesehen.

## Unfallhergang
Die Maschine startete um 08:30 Uhr von Trondheim zu einem eineinhalbstündigen Inlandsflug nach Oslo. Die Heron stieg auf die Reiseflughöhe von 8000 Fuß und erreichte um 09:12 Uhr das Funkfeuer Tolga. Beim Passieren von Røros trat eine erste leichte Vereisung an der Maschine auf, die jedoch rasch zunahm. Der Flug wurde während eines Schneesturms durchgeführt, wobei die schlechte Sicht die Navigation erschwerte. Eisansätze an den Cockpitfenstern und der Funkantenne behinderten die Sicht und schnitten die Maschine vom Funkverkehr ab. Zudem geriet die Maschine in einen Abwind. Obwohl das Enteisungssystem unter Volllast lief, verlor die Heron an Höhe. Der Kapitän beschloss, nach Trondheim zurückzukehren, was jedoch nicht mehr gelang. Um 09:50 Uhr setzte die Maschine in einer Höhe von ca. 1.350 Metern auf dem Berg Håmmålsfjellet auf. Die Maschine setzte zuerst mit dem Heck auf, bei dem Aufprall mit einer Geschwindigkeit von 300 km/h rissen daraufhin die Triebwerke ab. Die Maschine prallte nochmals vom verschneiten Hang ab und fiel in eine Schneedüne, die die Aufprallkräfte abdämpfte. Sie schlitterte mit der Rumpfunterseite über den Schnee und kam schließlich zum Stehen.

## Nach dem Unfall

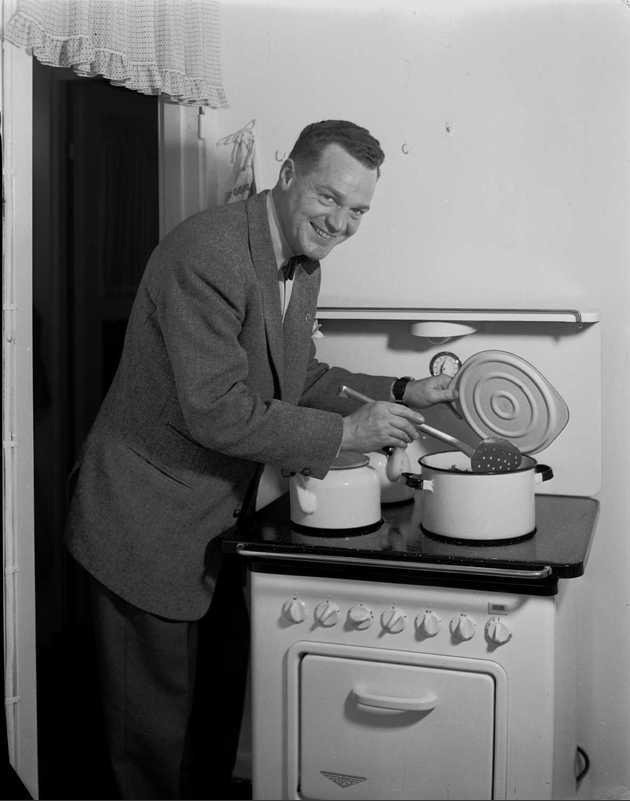
Rolf Kirkvaag im September 1955

Zehn Menschen überlebten den Absturz, der der erste tödliche Unfall einer Maschine der Braathens S.A.F.E. war. Unter den Überlebenden war Rolf Kirkvaag vom Norsk rikskringkasting, welcher zu der damaligen Zeit der beliebteste Radiomoderator Norwegens war. Die Maschine war in einer entlegenen Region verunfallt, die für Rettungsmannschaften nur schwierig zu erreichen war. Die Such- und Rettungsaktion wurde zudem durch einen Schneesturm und schlechte Sicht stark behindert. Der Kapitän wurde beim Aufprall getötet, ein Passagier starb wenig später an einem Herzinfarkt in Zusammenhang mit dem erlittenen Stress während des Unfalls. Die Passagiere verblieben einen Tag bei dem Wrack und warteten auf ihre Rettung. Kirkvaag war sich der Gefahr eines Kältetodes für die verletzten Passagiere bewusst, wenn diese einschlafen sollten. Er improvisierte alle zehn Minuten ein Radioprogramm, um eine hoffnungsvolle Grundstimmung aufrechtzuerhalten. Der Unfall und die Rettungsaktion stießen auf großes mediales Interesse, nachdem bekannt geworden war, dass sich ein prominenter Fluggast an Bord befunden hatte. Die Unfallstelle war verschneit und es herrschte Nebel, was die Such- und Rettungsaktion erheblich erschwerte. Die Sicht war so schlecht, dass die Suchtrupps direkt auf die Maschine hätten zulaufen müssen, um diese überhaupt zu finden. Die Sichtweiten wurden auf etwa 20 Meter geschätzt. Mit Flugzeugen durchgeführte Suchflüge erwiesen sich als nicht zweckdienlich, da wegen der eingeschränkten Sicht keinerlei Trümmer sich aus der Luft erkennen ließen. Die Behörden hatten zunächst keine präzisen Angaben zum Unfallort. Zunächst war nur bekannt geworden, dass sich das Flugzeug irgendwo zwischen Trondheim und Oslo befunden hatte, wahrscheinlich in Østerdalen. Später wurden Berichte aus der Gegend um Hummelfjell bekannt, bei denen Bewohner angaben, einen Aufprall gehört zu haben, sodass sich die Suche anschließend auf diese Gegend konzentrierte. Am 8. November brach ein 28-köpfiger Suchtrupp nach Hummelfjell auf, um nach der Maschine zu suchen. Auf einem Bauernhof in Brend wurde eine Einsatzleitstelle eingerichtet, auf der die gesamte Gruppe von militärischen Suchmannschaften und Freiwilligen verpflegt und untergebracht werden konnten. Die Retter verfügten über zwei Kettenfahrzeuge vom Typ M29 Weasel, welche jedoch unbrauchbar waren.
Alle Überlebenden verblieben zunächst 24 Stunden am Wrack. Als sich weder ein baldiges Ende des Schneesturms noch die Aussicht auf eine zügige Rettung abzeichneten, brachen Kirkvaag, welcher zwei Frakturen an seinem Bein erlitten hatte, und ein anderer Mann nach einem Tag auf, um Hilfe zu holen. Kirkvaag äußerte später, dass er die Unfallstelle aufgrund der Befürchtung, dass er dort sterben könnte, verlassen habe. Da den Männern keine Laufski zur Verfügung standen, mussten sie durch den Tiefschnee waten. Als sie auf ein Flusstal stießen, folgten sie diesem in der Hoffnung, jemandem zu begegnen. Das Duo stieß jedoch auf zwei Retter, die aus Hodalen mit Laufski aufgebrochen waren. Kirkvaag gab später an, dass er zu diesem Zeitpunkt dermaßen desorientiert war, dass er dachte, er wäre beim Skifahren, sodass er beiseite getreten sei. Die Retter verständigten die Rettungsleitstelle und eine erste Rettungsmannschaft traf um 12:30 Uhr, 27 Stunden nach dem Unfall, am Wrack ein. Es dauerte Stunden, die Rettung abzuschließen. Mehrere Personen wurden auf provisorisch als Krankentragen genutzten Wrackteilen von der Unfallstelle weggetragen.

## Ursache
Zur Aufklärung des Unfalls wurde eine Kommission einberufen, welcher Vertreter der Norwegischen Luftstreitkräfte und der De Havilland Aircraft Company angehörten. Ein vorläufiger Unfallbericht wurde am 20. November 1956 veröffentlicht, der Abschlussbericht folgte am 9. Mai 1957. Als Ursachen des Unfalls wurden eine ungewöhnlich starke Vereisung und ein starker Luftstrom nach unten ermittelt. Obwohl die Heron mit einem leistungsfähigeren Enteisungssystem ausgestattet war als die meisten anderen Verkehrsflugzeuge zu dieser Zeit, habe es den vorherrschenden extremen Vereisungsbedingungen nicht standhalten können. Es wurde festgestellt, dass kein zu dieser Zeit auf dem Markt befindliches Flugzeugenteisungssystem in der Lage gewesen wäre, die Maschine unter den gegebenen Bedingungen zu enteisen. Die Untersuchung ergab, dass weder technische Fehler am Flugzeug noch Pilotenfehler eine Rolle bei dem Vorfall spielten und dass es nicht möglich war, die Wetterbedingungen vorherzusagen, welche die Vereisung verursacht hatten. Die Ermittler stellten fest, dass das Flugzeug so stark vereist war, dass es, selbst wenn die Piloten es vom Hummelfjell weggelenkt hätten, innerhalb kurzer Zeit zur Notlandung gezwungen gewesen und ansonsten abgestürzt wäre. Die Vereisung erfolgte extrem schnell, die Entscheidung der Piloten zur Umkehr hätte nicht früher hätte getroffen werden können. Die Wetterdaten, welche die Piloten in Værnes erhalten hatten, sagten nicht die Bedingungen voraus, die zur Vereisung führten. Es stellte sich jedoch heraus, dass die Bedingungen möglicherweise im Voraus vorhergesagt worden wären, wenn die Piloten persönlich mit einem Meteorologen über das Wetter auf der gesamten Strecke gesprochen hätten. Die Kommission empfahl die Entwicklung solcher Verfahren.
Die Unfallermittler empfahlen infolge des Unfalls Fluggesellschaften, Flugzeuge mit einer zusätzlichen Erste-Hilfe-Ausrüstung auszustatten.

## Bedeutung
Es handelte sich um den dritten Totalverlust einer Heron sowie um den zweiten tödlichen Zwischenfall mit einer Maschine dieses Typs. Der Unfall war der erste tödliche Zwischenfall der Braathens S.A.F.E.

## Gedenken
An der Absturzstelle wurde ein Denkmal errichtet.

## Weiteres
Teile der Maschine wurden zur Wiederinstandsetzung einer am 26. Januar 1957 beschädigten Heron LN-NPI sowie der Heron LN-SUL verwendet.